# Shinzen kekkon

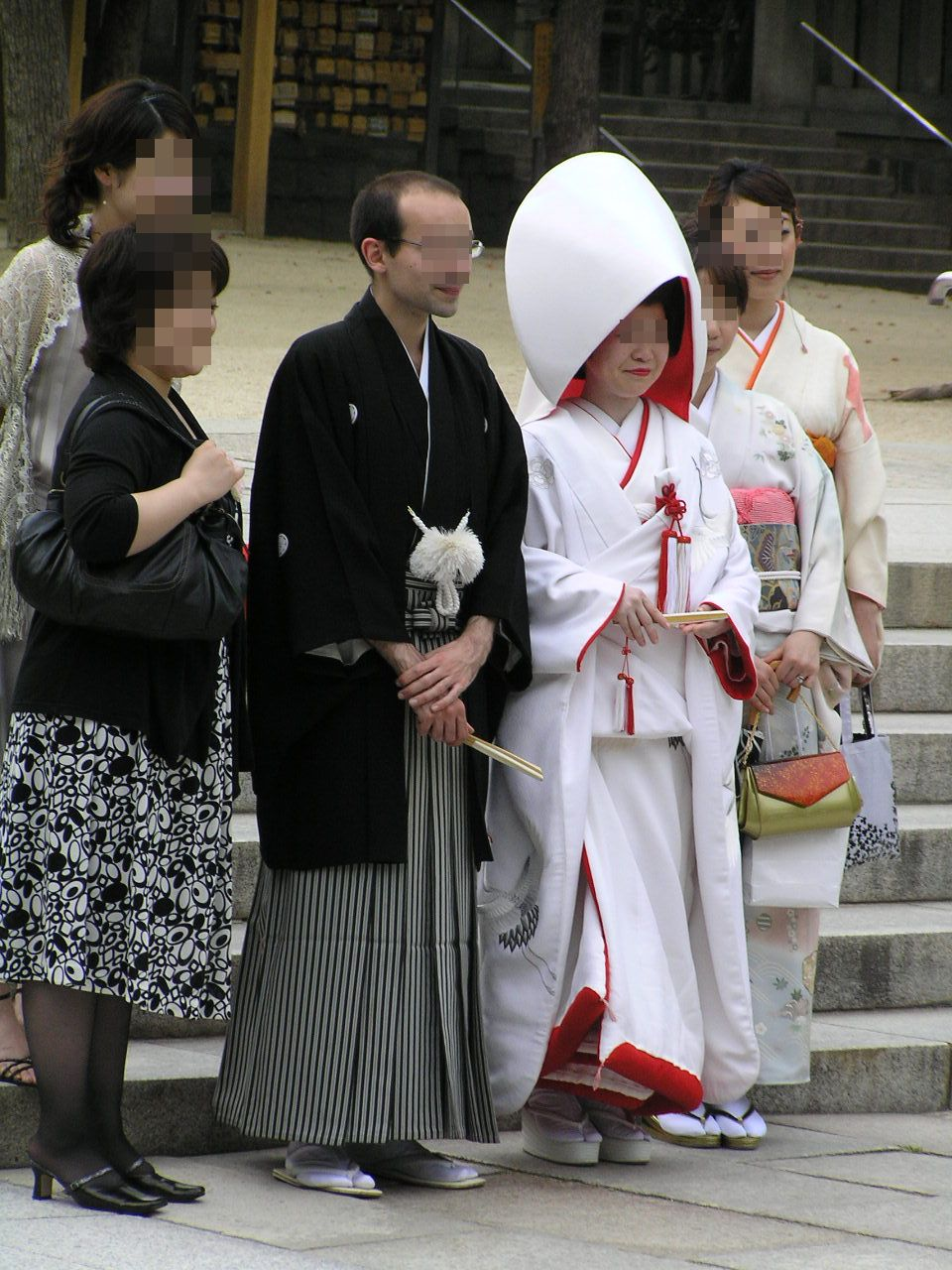
Lễ cưới theo nghi thức Thần đạo

Đám cưới theo nghi thức Thần đạo Shinzen kekkon (神前結婚 (Thần tiền kết hôn) Shinzen kekkon) hay đám cưới trước sự chứng kiến của thần linh là một phong tục lâu đời của người Nhật. Cô dâu và chú rể mặc trang phục truyền thống, làm lễ trước thần linh, tuân theo những nghi thức cầu kỳ. Đám cưới của hoàng gia và dân thường Nhật đều được tổ chức theo nghi lễ truyền thống của đạo Shinto, với những quy định chặt chẽ và sự chuẩn bị kỹ lưỡng. Lễ cưới theo nghi thức Thần đạo được tổ chức đơn giản theo quy mô gia đình, tuy nhiên tiệc chiêu đãi được tổ chức hoành tráng hơn, mời rất nhiều khách mời.
Kiểu hôn lễ này có nguồn gốc từ thời Muromachi. Đến thời Minh Trị (Meiji), Nhật hoàng hướng dẫn cho Thái tử Taisho tổ chức đám cưới trước nơi thờ nữ thần mặt trời Amaterasu Oomikami. Sau đó, phương thức này trở nên phổ biến và được duy trì tới ngày nay.

Tại Nhật Bản, các cặp đôi có thể tổ chức nghi lễ truyền thống ở nhiều ngôi đền, trong đó có đền Meiji Jingu ở Tokyo. Vào dịp cuối tuần, nơi đây có thể diễn ra tới 15 đám cưới.

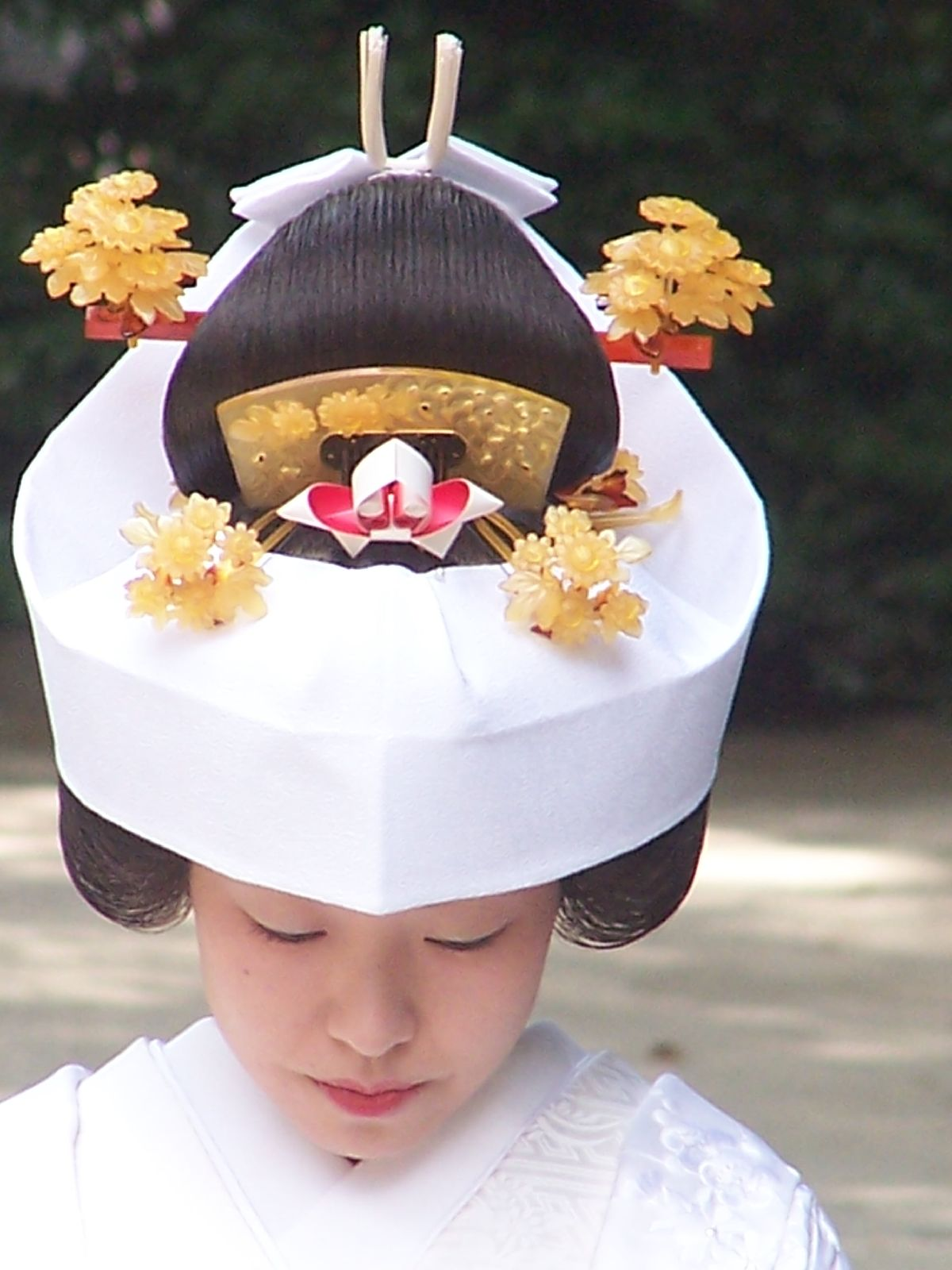
Cô dâu đội cái nón có tên là tsuno-kakushi.

Đền Tsuruoka Hachimangu ở Kamakura có một hình thức đám cưới tên là "maiden shiki". Trong đó, một số phần nghi lễ được thực hiện trước những người đang có mặt ở đền để họ chúc phúc cho cặp đôi. Du khách có thể tới đây để được trải nghiệm một phần nét văn hóa độc đáo này.

## Nghi thức

### Lễ phục
Trong lễ cưới, cô dâu mặc bộ kimono màu trắng gọi là shiromuku và chú rể mặc áo kimono màu đen là montsuki, khoác áo haori và mặc quần hakama.
Hoàng gia và quý tộc có trang phục riêng là Sokutai và Junihitoe (kimono 12 lớp).

### Lễ vật
Các lễ vật bao gồm muối, nước, gạo, sake, trái cây, và rau quả,... được để trên một bàn thờ lễ cưới..

## Nguồn gốc

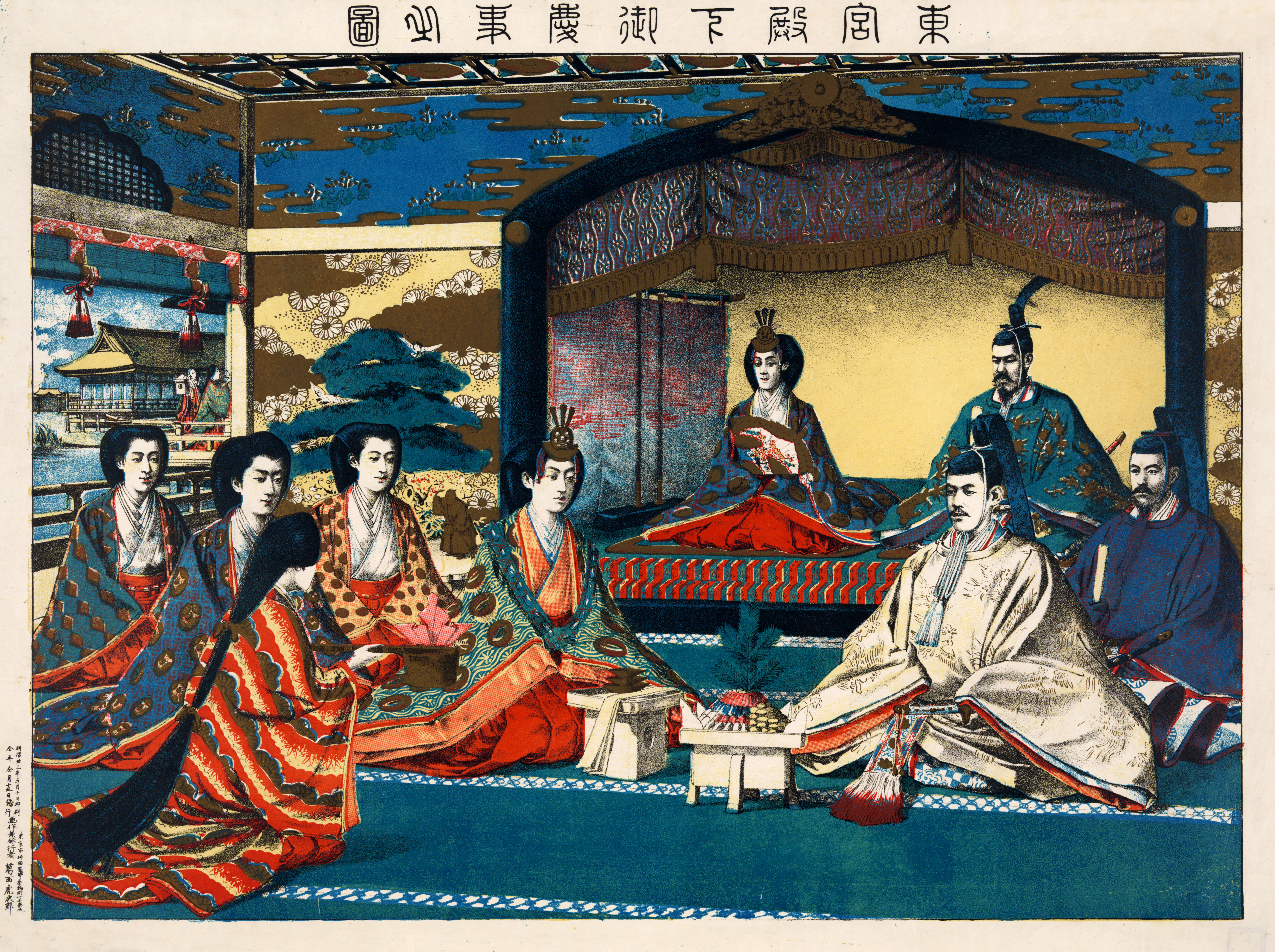
Hình minh hoạ lễ cưới Shinto đương đại đầu tiên, cuộc hôn nhân năm 1900 của Thái tử Yoshihito và công chúa Kujo Sadako.

### Trình tự nghi lễ
| 0  | Tên                      | Cách tiến hành |
| -- | ------------------------ | --- |
| 1  | Sanshin                  | Đầu tiên cặp đôi sẽ đi qua sân đền vào phòng chờ hiện diện trước thần linh. Đi theo họ là các thần chủ và các vũ nữ dưới một chiếc ô màu đỏ. |
| 2  | Haiden chakuza           | Sau khi mọi người ngồi xuống, cô dâu và chú rể ngồi trước mặt thần linh. Cô dâu ngồi bên trái và chú rể bên phải. |
| 3  | Shubatsu                 | Nghi thức thanh tẩy của thần chủ thực hiện với cặp đôi, xóa bỏ những tội lỗi của họ trong cuộc sống |
| 4  | Saishu ichirei           | Tất cả cúi đầu trước thần linh. |
| 5  | Kensen                   | Thần chủ đưa cho cặp đôi một lễ vật để dâng lên các vị thần. |
| 6  | Norito soujo             | Thần chủ sẽ đọc "Norito" trước thần linh. Bài văn khẳng định cô dâu chú rể sẽ kết hôn và hạnh phúc cả đời. |
| 7  | Sankon no gi             | Họ sẽ uống rượu sake từ cùng một cốc để trao lời thề nguyện. Cô dâu uống trước chú rể. |
| 8  | Seishi soujo             | Chú rể hoặc cô dâu (đôi khi cả hai) nói lời thề trước thần linh. Sau đó, các vũ nữ sẽ múa để xin thần ban phước cho cặp đôi và gia đình họ. Cặp đôi còn dâng một cành Tamagushi trước khi cúi đầu hai lần, vỗ tay hai lần và cúi đầu lần nữa để tỏ lòng biết ơn với các vị thần. |
| 9  | Shinzoku sakazsuki no gi | Các thành viên trong gia đình uống sake để thắt chặt tình thân. Thời xưa, họ uống chung một chén. Tuy nhiên, bây giờ mỗi người có một chén riêng và chỉ cần uống cùng một lúc.                                                                                                   |
| 10 | Tessen                   | Khi thần chủ đưa các lễ vật dâng lên thần linh vào đầu buổi cho cặp đôi. Họ trân trọng chúng cả đời vì tin rằng những món đồ này rất thiêng liêng. Vào cuối buổi lễ, tất cả cùng cúi đầu trước thần.                                                                             |